# Diana Ross (zangeres)
Diane Ernestine Earle (Diana) Ross (Detroit, Michigan, 26 maart 1944) is een Amerikaanse soulzangeres. Ze werd bekend met The Supremes en startte daarna een succesvolle solocarrière.

## Biografie

### Carrière
Ze werd geboren als tweede in een gezin met zes kinderen. Samen met Mary Wilson, Florence Ballard en Barbara Martin vormde ze The Primettes in 1959. Nadat ze in 1960 een contract kregen bij Motown, werd de naam van de groep in 1961 veranderd in The Supremes.  Barbara Martin verliet de groep kort daarna. In 1967 werden ze Diana Ross and the Supremes. Florence Ballard werd door Motown-eigenaar Berry Gordy ontslagen, waarna Cindy Birdsong erbij kwam en ze weer een zingend trio vormden. De Supremes namen twaalf grote hits op in deze periode, vrijwel alle geschreven en geproduceerd door het trio Holland-Dozier-Holland.
In oktober 1969 verliet Ross de groep en begon ze aan een solocarrière die ook succesvol bleek. Haar eerste grote hit was een nieuwe versie van het door Ashford & Simpson geschreven Ain't No Mountain High Enough in 1970. Daarna speelde ze in een verfilming van het leven van Billie Holiday, Lady Sings the Blues. Voor haar rol kreeg ze een Oscarnominatie.
Ze bracht in 1973 een album met duetten uit met  Marvin Gaye onder de titel Diana and Marvin. Diverse duetten van dit album werden grote hits. In 1975 kwam ze terug op het witte scherm in de film Mahogany. De titelsong Do You Know Where You're Going To werd een nummer 1-hit. Haar tweede, zelfgetitelde album kwam in de top 10 terecht.
In 1978 speelde Ross de rol van Dorothy in de filmmusical The Wiz. Michael Jackson vertolkte de rol van vogelverschrikker.
Haar duet met Lionel Richie, Endless Love, uit 1981 bleek de bestverkopende single uit haar carrière te zijn. Het was haar laatste hit op het Motownlabel. Hierna had ze een contract met RCA.

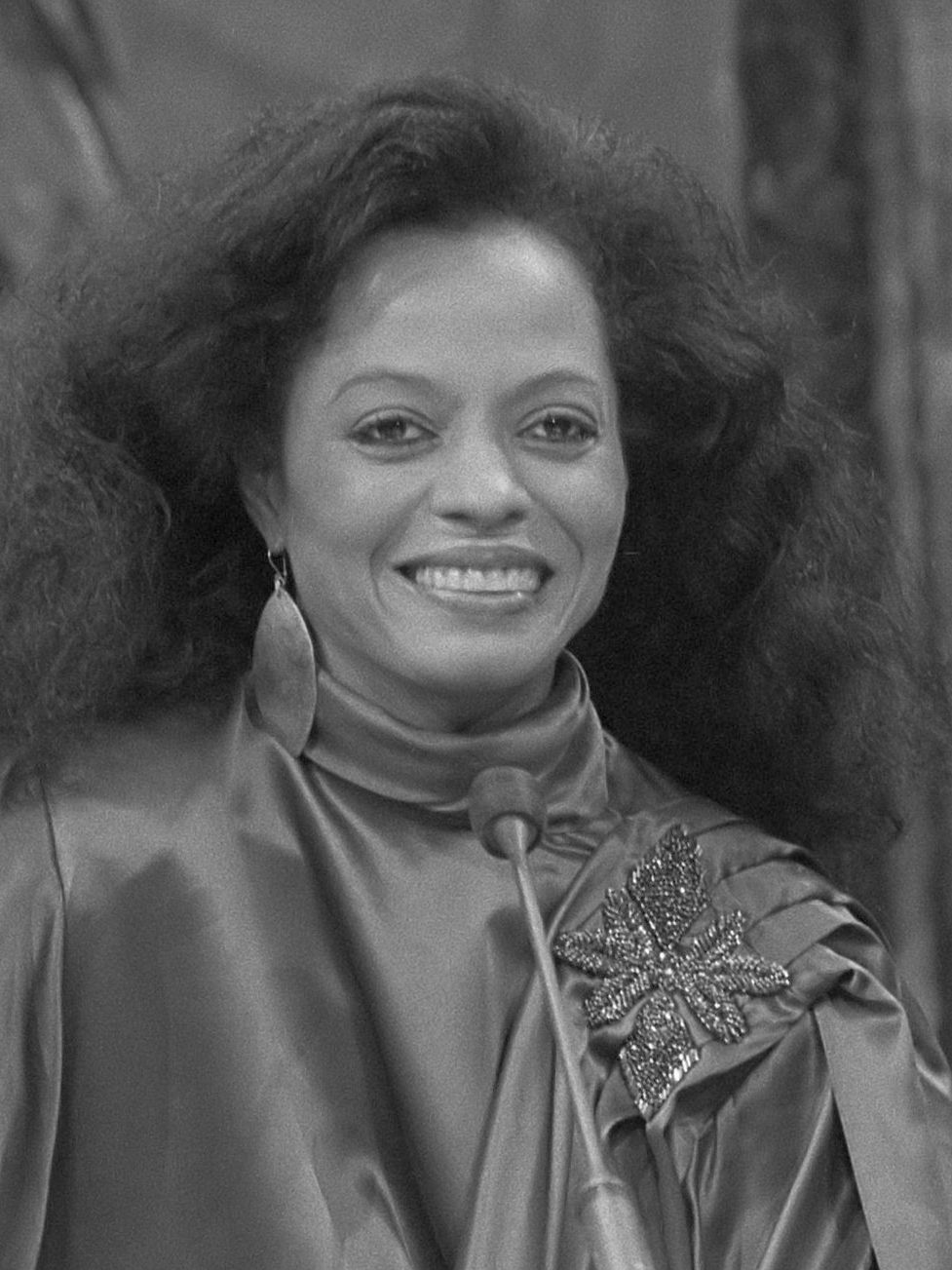
Diana Ross (1981)

Begin jaren 80 begon haar carrière neerwaarts te gaan. Om dit te voorkomen werd contact gezocht met The Bee Gees om een hit voor haar te schrijven. Deze samenwerking resulteerde in het nummer Chain Reaction dat in 1985 uitkwam. Het werd een grote hit in onder meer Engeland, waar het op nummer 1 kwam. In Nederland kwam de song niet hoger dan een tip-notering. Na een paar succesvolle en wat minder succesvolle albums keerde ze eind jaren 80 terug naar Motown. Daar had ze tot 2001 een contract.
Op 19 mei 2007 gaf Ross haar vierde concert in het Rotterdamse  Ahoy. De eerdere Ahoy concerten vonden plaats in 1989,1994 en 2004. Op 16 en 17 oktober 2009 was Ross de hoofdact van Symphonica in Rosso. Ross trad in het Arnhemse GelreDome op voor 34.000 mensen per avond. Doordat de organisator TEG failliet ging, gaven Marco Borsato & friends twee extra concerten om de optredens van Ross te kunnen betalen.

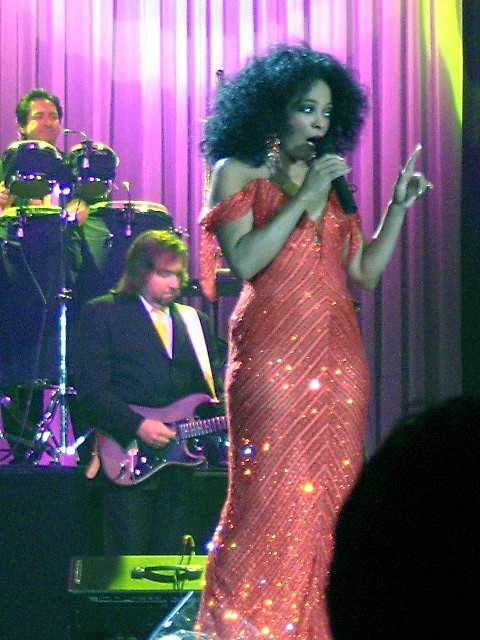
Diana Ross in Ahoy (2007)

In 2020 verscheen Supertonic Mixes, waarop houseproducer Eric Kupper haar grootste hits van een nieuwe remix voorzag.
Op 4 juni 2022 trad ze op tijdens het jubileumconcert in Buckingham Palace in Londen ter gelegenheid van het 70-jarig regeringsjubileum van koningin Elizabeth II van het Verenigd Koninkrijk. In hetzelfde jaar was Ross op 8 juli al of niet binnen haar "Thank You Tour" te bewonderen op North Sea Jazz.  Muziekblad OOR gaf een recensie.

### Persoonlijk
Ross is twee keer getrouwd geweest: met Robert Ellis Silberstein van 1971 tot 1977, en met Arne Næss jr. van 1986 tot 2000. Næss overleed in 2004 ten gevolge van een ongeval tijdens het bergbeklimmen. Ross heeft twee dochters met Silberstein en twee zoons met Næss. Daarnaast heeft ze een dochter met Berry Gordy, die geboren werd toen Ross een half jaar met Silberstein getrouwd was. In 2009 werd ze voor het eerst oma. In 2020 kwam haar vijfde kleinkind ter wereld. Ross werd genoemd in het testament van Michael Jackson als voogdes voor de kinderen na zijn overlijden.

## Discografie
Zie ook discografie The Supremes.

### Albums
| Album met eventuele hitnotering(en) in de Nederlandse Album Top 100 | Datum van verschijnen | Datum van binnenkomst | Hoogste positie | Aantal weken | Opmerkingen                                     |
| ------------------------------------------------------------------- | --------------------- | --------------------- | --------------- | ------------ | ----------------------------------------------- |
| Diana Ross                                                          | 1970                  | -                     |                 |              |                                                 |
| Everything is everything                                            | 1970                  | -                     |                 |              |                                                 |
| Diana                                                               | 1971                  | -                     |                 |              | Soundtrack van een televisie special            |
| Surrender                                                           | 1971                  | -                     |                 |              |                                                 |
| Lady sings the blues                                                | 1972                  | -                     |                 |              | Soundtrack van de Billie Holiday-film           |
| Touch me in the morning                                             | 1973                  | -                     |                 |              |                                                 |
| Diana & Marvin                                                      | 1973                  | -                     |                 |              | met Marvin Gaye                                 |
| Last time I saw him                                                 | 1973                  | -                     |                 |              |                                                 |
| Live at Caesar's Palace                                             | 1974                  | -                     |                 |              | Livealbum                                       |
| Diana Ross                                                          | 1976                  | 20-03-1976            | 3               | 23           |                                                 |
| An evening with Diana Ross                                          | 1977                  | -                     |                 |              | Livealbum                                       |
| Baby it's me                                                        | 1977                  | -                     |                 |              |                                                 |
| Ross                                                                | 1978                  | -                     |                 |              |                                                 |
| The boss                                                            | 1979                  | -                     |                 |              |                                                 |
| diana                                                               | 1980                  | 02-08-1980            | 2               | 27           |                                                 |
| To love again                                                       | 1981                  | 28-03-1981            | 24              | 9            | Verzamelalbum                                   |
| Why do fools fall in love                                           | 1981                  | 07-11-1981            | 2               | 21           |                                                 |
| Greatest hits                                                       | 1981                  | 19-12-1981            | 18              | 15           | Verzamelalbum                                   |
| Silk electric                                                       | 1982                  | 23-10-1982            | 10              | 9            |                                                 |
| Ross                                                                | 1983                  | 16-07-1983            | 13              | 9            |                                                 |
| Swept away                                                          | 1984                  | 29-09-1984            | 8               | 9            |                                                 |
| Love songs                                                          | 1984                  | -                     |                 |              | Verzamelalbum / Nr. 1 in de TV LP Top 15        |
| Eaten alive                                                         | 1985                  | 28-09-1985            | 13              | 13           |                                                 |
| Dance songs                                                         | 1985                  | 12-10-1985            | 25              | 11           | Verzamelalbum                                   |
| Red hot rhythm and blues                                            | 1987                  | 06-06-1987            | 33              | 9            |                                                 |
| Workin' overtime                                                    | 1989                  | 03-06-1989            | 32              | 8            |                                                 |
| Greatest hits live                                                  | 1989                  | 09-12-1989            | 49              | 7            | Livealbum                                       |
| Wereldsterren                                                       | 1990                  | 27-10-1990            | 72              | 4            | Verzamelalbum                                   |
| The force behind the power                                          | 1991                  | 10-08-1991            | 31              | 18           |                                                 |
| Stolen moments: The lady sings jazz and blues                       | 1993                  | 08-05-1993            | 64              | 4            | Livealbum                                       |
| One woman - The ultimate collection                                 | 1993                  | 27-11-1993            | 39              | 16           | Verzamelalbum                                   |
| Christmas in Vienna                                                 | 1993                  | 11-12-1993            | 10              | 7            | met Plácido Domingo & José Carreras / Livealbum |
| Take me higher                                                      | 1995                  | 23-09-1995            | 45              | 7            |                                                 |
| Very special season                                                 | 1998                  | -                     |                 |              | Kerstalbum                                      |
| Every day is a new day                                              | 1999                  | -                     |                 |              |                                                 |
| Reach out and touch - The very best of                              | 2002                  | 19-01-2002            | 100             | 1            | Verzamelalbum                                   |
| I love you                                                          | 29-09-2006            | 14-10-2006            | 92              | 3            |                                                 |
| Complete collection                                                 | 17-07-2009            | 25-07-2009            | 5               | 15           | Verzamelalbum                                   |
| Thank you                                                           | 5-11-2021             | 13-11-2021            | 42              | 1            |                                                 |

| Album met hitnotering(en) in de Vlaamse Ultratop 200 albums | Datum van verschijnen | Datum van binnenkomst | Hoogste positie | Aantal weken | Opmerkingen   |
| ----------------------------------------------------------- | --------------------- | --------------------- | --------------- | ------------ | ------------- |
| The greatest                                                | 02-12-2011            | 14-01-2012            | 97              | 1            | Verzamelalbum |
| Thank you                                                   | 05-11-2021            | 13-11-2021            | 33              | 1            |               |

### Singles
| Single met eventuele hitnotering(en) in de Nederlandse Top 40 | Datum van verschijnen | Datum van binnenkomst | Hoogste positie | Aantal weken | Opmerkingen                                                           |
| ------------------------------------------------------------- | --------------------- | --------------------- | --------------- | ------------ | --------------------------------------------------------------------- |
| Reach out and touch (somebody's hand)                         | 1970                  | 09-05-1970            | tip13           | -            |                                                                       |
| Ain't no mountain high enough                                 | 1970                  | 05-09-1970            | tip17           | -            |                                                                       |
| Remember me                                                   | 1970                  | -                     |                 |              |                                                                       |
| Reach out (I'll be there)                                     | 1971                  | -                     |                 |              |                                                                       |
| I'm still waiting                                             | 1971                  | 13-11-1971            | 36              | 2            |                                                                       |
| Good morning heartache                                        | 1972                  | -                     |                 |              |                                                                       |
| Touch me in the morning                                       | 1973                  | -                     |                 |              |                                                                       |
| You're a special part of me                                   | 1973                  | -                     |                 |              | met Marvin Gaye                                                       |
| My mistake (was to love you)                                  | 1974                  | -                     |                 |              | met Marvin Gaye                                                       |
| Don't knock my love                                           | 1974                  | -                     |                 |              | met Marvin Gaye                                                       |
| You are everything                                            | 1974                  | 06-04-1974            | 14              | 9            | met Marvin Gaye / Nr. 13 in de Single Top 100                         |
| Theme from 'Mahogany' (Do you know where you're going to)     | 1975                  | 31-01-1976            | 4               | 10           | Nr. 4 in de Single Top 100                                            |
| Love Hangover                                                 | 1976                  | 05-06-1976            | 23              | 5            | Nr. 18 in de Single Top 100                                           |
| The boss                                                      | 1979                  | -                     |                 |              |                                                                       |
| Pops we love you (A tribute to father)                        | 1979                  | 24-02-1979            | tip18           | -            | met Marvin Gaye, Smokey Robinson & Stevie Wonder                      |
| A brand new day                                               | 1979                  | 08-09-1979            | 1(4wk)          | 13           | als The Wiz Stars / met Michael Jackson / Nr. 1 in de Single Top 100  |
| Ease on down the road                                         | 1979                  | 17-11-1979            | tip7            | -            | als The Wiz Stars / met Michael Jackson / Nr. 33 in de Single Top 100 |
| Upside Down                                                   | 1980                  | 26-07-1980            | 2               | 14           | Nr. 3 in de Single Top 100 / Alarmschijf                              |
| My Old Piano                                                  | 1980                  | 11-10-1980            | 2               | 10           | Nr. 2 in de Single Top 100 / Alarmschijf                              |
| I'm coming out                                                | 22-08-1980            | 17-01-1981            | 23              | 5            | Nr. 18 in de Single Top 100                                           |
| It's my turn                                                  | 1980                  | 04-04-1981            | 35              | 3            | Nr. 31 in de Single Top 100                                           |
| Endless love                                                  | 1981                  | 05-09-1981            | 4               | 10           | met Lionel Richie / Nr. 10 in de Single Top 100                       |
| Why do fools fall in love                                     | 1981                  | 14-11-1981            | 1(2wk)          | 12           | Nr. 1 in de Single Top 100                                            |
| Tenderness                                                    | 1981                  | 09-01-1982            | tip13           | -            | Nr. 37 in de Single Top 100                                           |
| Mirror mirror                                                 | 1982                  | 20-02-1982            | 27              | 4            | Nr. 24 in de Single Top 100                                           |
| Work that body                                                | 1982                  | 26-06-1982            | 16              | 7            | Nr. 15 in de Single Top 100                                           |
| Muscles                                                       | 1982                  | 23-10-1982            | 10              | 6            | Nr. 10 in de Single Top 100 / Alarmschijf                             |
| Who                                                           | 1983                  | 21-05-1983            | tip13           | -            | Nr. 44 in de Single Top 100                                           |
| Pieces of ice                                                 | 1983                  | 09-07-1983            | tip12           | -            |                                                                       |
| All of you                                                    | 1984                  | 07-07-1984            | 7               | 9            | met Julio Iglesias / Nr. 7 in de Single Top 100                       |
| Touch by touch                                                | 1984                  | 08-09-1984            | 10              | 7            | Nr. 18 in de Single Top 100                                           |
| Swept away                                                    | 1984                  | 17-11-1984            | 29              | 4            | Nr. 36 in de Single Top 100                                           |
| Missing you                                                   | 1984                  | -                     |                 |              |                                                                       |
| Eaten alive                                                   | 1985                  | 21-09-1985            | 26              | 5            | met Michael Jackson / Nr. 17 in de Single Top 100                     |
| Chain Reaction                                                | 1985                  | 23-11-1985            | tip2            | -            | Nr. 40 in de Single Top 100                                           |
| Experience                                                    | 1986                  | 14-06-1986            | tip3            | -            | Nr. 45 in de Single Top 100                                           |
| Dirty looks                                                   | 1987                  | 20-06-1987            | tip12           | -            | Nr. 60 in de Single Top 100                                           |
| When you tell me that you love me                             | 1992                  | 25-01-1992            | 6               | 14           | Nr. 4 in de Single Top 100                                            |
| If we hold on together                                        | 1993                  | 23-01-1993            | 35              | 2            | Soundtrack: Platvoet en zijn vriendjes Nr. 36 in de Single Top 100    |
| Take me higher                                                | 1995                  | 23-09-1995            | tip13           | -            |                                                                       |
| Not over you yet                                              | 1999                  | -                     |                 |              | Nr. 74 in de Single Top 100                                           |
| Goin' back                                                    | 2001                  | -                     |                 |              | Nr. 82 in de Single Top 100                                           |
| When you tell me that you love me                             | 2006                  | -                     |                 |              | met Westlife / Nr. 45 in de Single Top 100                            |
| Thank you                                                     | 2021                  | 17-6-2021             | -               | -            |                                                                       |

| Single met hitnotering(en) in de Vlaamse Ultratop 50    | Datum van verschijnen | Datum van binnenkomst | Hoogste positie | Aantal weken | Opmerkingen                                                          |
| ------------------------------------------------------- | --------------------- | --------------------- | --------------- | ------------ | -------------------------------------------------------------------- |
| Theme from Mahogany (Do you know where you're going to) | 24-09-1975            | 21-02-1976            | 14              | 9            | Nr. 9 in de Radio 2 Top 30                                           |
| A brand new day                                         | 14-05-1979            | 22-09-1979            | 1(4wk)          | 13           | als The Wiz Stars / met Michael Jackson / Nr. 1 in de Radio 2 Top 30 |
| Upside down                                             | 18-06-1980            | 02-08-1980            | 3(4wk)          | 14           | Nr. 3 in de Radio 2 Top 30                                           |
| My old piano                                            | 19-09-1980            | 18-10-1980            | 4(2wk)          | 12           | Nr. 4 in de Radio 2 Top 30                                           |
| I'm coming out                                          | 22-08-1980            | 10-01-1981            | 21              | 7            | Nr. 16 in de Radio 2 Top 30                                          |
| Endless love                                            | 24-06-1981            | 12-09-1981            | 6               | 10           | met Lionel Richie / Nr. 9 in de Radio 2 Top 30                       |
| Why do fools fall in love                               | 25-09-1981            | 28-11-1981            | 1               | 13           | Nr. 1 in de Radio 2 Top 30                                           |
| Tenderness                                              | 22-05-1980            | 06-02-1982            | 17              | 4            | Nr. 12 in de Radio 2 Top 30                                          |
| Mirror mirror                                           | 11-12-1981            | 27-02-1982            | 22              | 3            | Nr. 20 in de Radio 2 Top 30                                          |
| Work that body                                          | 21-12-1981            | 10-07-1982            | 19              | 7            | Nr. 12 in de Radio 2 Top 30                                          |
| Muscles                                                 | 17-09-1982            | 06-11-1982            | 14(2wk)         | 5            | Nr. 15 in de Radio 2 Top 30                                          |
| So close                                                | 07-01-1983            | 26-02-1983            | 26              | 3            | Nr. 26 in de Radio 2 Top 30                                          |
| All of you                                              | 12-06-1984            | 30-06-1984            | 9(2wk)          | 11           | met Julio Iglesias / Nr. 13 in de Radio 2 Top 30                     |
| Touch by touch                                          | 01-09-1984            | 15-09-1984            | 7               | 10           | Nr. 8 in de Radio 2 Top 30                                           |
| Swept away                                              | 02-08-1984            | 01-12-1984            | 28              | 1            | Nr. 24 in de Radio 2 Top 30                                          |
| Eaten alive                                             | 01-09-1985            | 28-09-1985            | 24              | 4            | Nr. 24 in de Radio 2 Top 30                                          |
| Chain reaction                                          | 25-10-1985            | 07-12-1985            | 35              | 2            | Nr. 27 in de Radio 2 Top 30                                          |
| Reflections                                             | 24-07-1967            | 02-09-1989            | 24              | 6            | met The Supremes / Nr. 18 in de Radio 2 Top 30                       |
| When you tell me that you love me                       | 20-08-1991            | 21-03-1992            | 23              | 5            | Nr. 16 in de Radio 2 Top 30                                          |
| Not over you yet                                        | 25-10-1999            | 30-10-1999            | tip3            | -            |                                                                      |

### NPO Radio 2 Top 2000
| Nummers met noteringen in de NPO Radio 2 Top 2000 | '99  | '00  | '01  | '02  | '03  | '04  | '05  | '06  | '07  | '08  | '09  | '10  | '11  | '12  | '13  | '14  | '15  | '16-'17 | '18  | '19  |
| ------------------------------------------------- | ---- | ---- | ---- | ---- | ---- | ---- | ---- | ---- | ---- | ---- | ---- | ---- | ---- | ---- | ---- | ---- | ---- | ------- | ---- | ---- |
| A Brand New Day (met The Wiz & Michael Jackson)   | 766  | 714  | 923  | 994  | 1233 | 1322 | 1429 | 1528 | 1492 | 1370 | 1585 | 1585 | 1907 | 787  | 1321 | 1520 | 1927 | -       | -    | -    |
| Ain't No Mountain High Enough                     | 1124 | -    | 1808 | 1403 | 1265 | 1502 | 1635 | 1515 | 1512 | 1509 | 1462 | 1375 | 1658 | 1515 | 1812 | -    | -    | -       | -    | -    |
| Baby Love (met The Supremes)                      | 1425 | 1363 | 1785 | 1904 | -    | -    | -    | -    | -    | -    | -    | -    | -    | -    | -    | -    | -    | -       | -    | -    |
| Chain Reaction                                    | 1591 | -    | -    | -    | -    | -    | -    | -    | -    | -    | -    | -    | -    | -    | -    | -    | -    | -       | -    | -    |
| Endless Love (met Lionel Richie)                  | 1027 | -    | -    | -    | -    | 1912 | -    | -    | -    | -    | -    | -    | -    | -    | -    | -    | -    | -       | -    | -    |
| I'm Coming Out                                    | -    | -    | -    | -    | -    | -    | -    | -    | -    | -    | -    | -    | -    | -    | -    | -    | -    | -       | 1753 | -    |
| Love Hangover                                     | -    | 1617 | -    | -    | -    | -    | -    | -    | -    | -    | -    | -    | -    | -    | -    | -    | -    | -       | -    | -    |
| My Old Piano                                      | 1541 | 1944 | -    | -    | 1685 | 1830 | -    | -    | -    | -    | -    | -    | -    | -    | -    | -    | -    | -       | -    | -    |
| Reflections (met The Supremes)                    | 1134 | -    | 1656 | 1590 | 1896 | 1944 | 1998 | 1988 | -    | 1976 | -    | -    | -    | -    | -    | -    | -    | -       | 1760 | -    |
| Theme from Mahogany                               | 809  | 739  | 728  | 1068 | 1199 | 1136 | 1186 | 1114 | 1309 | 1153 | 1252 | 1316 | 1601 | 1795 | 1707 | 1617 | 1793 | -       | -    | 1995 |
| Upside Down                                       | 1499 | 1870 | -    | -    | 1944 | -    | -    | -    | -    | -    | -    | -    | -    | -    | -    | -    | -    | -       | -    | -    |
| When you tell me that you love me                 | -    | -    | 1830 | -    | -    | -    | -    | -    | -    | -    | -    | -    | -    | -    | -    | -    | -    | -       | -    | -    |
| Where Did Our Love Go (met The Supremes)          | 1831 | -    | -    | -    | -    | -    | -    | -    | -    | -    | -    | -    | -    | -    | -    | -    | -    | -       | -    | -    |
| Why Do Fools Fall in Love                         | 1823 | 1645 | -    | -    | -    | -    | -    | -    | -    | -    | -    | -    | -    | -    | -    | -    | -    | -       | -    | -    |
| You Can't Hurry Love (met The Supremes)           | 1234 | 1874 | -    | -    | -    | -    | -    | -    | -    | -    | -    | -    | -    | -    | -    | -    | -    | -       | -    | -    |

1. ↑  Een '-' betekent dat het nummer niet was genoteerd en een vetgedrukt getal geeft de hoogste notering van een nummer aan.
2. ↑  Deze tabel is bijgewerkt tot en met de laatste editie (2024).

### Dvd's
| Dvd's met hitnoteringen in de Nederlandse Music Top 30 | Datum van verschijnen | Datum van binnenkomst | Hoogste positie | Aantal weken | Opmerkingen |
| ------------------------------------------------------ | --------------------- | --------------------- | --------------- | ------------ | ----------- |
| Live in central park                                   | 2012                  | 02-06-2012            | 16              | 2*           |             |

## Filmografie
- 1972: Lady Sings the Blues (genomineerd voor de Academy Award voor beste actrice in 1972)
- 1975: Mahogany
- 1978: The Wiz
- 1994: Out of Darkness (televisiefilm)
- 1999: Double Platinum (ook een televisiefilm)

## Trivia
- Haar eerste album Diana Ross uit 1970 werd hetzelfde jaar opnieuw uitgebracht onder de naam Ain't no mountain high enough
- Ross heeft in de Billboard Hot 100 zes nummer 1-hits op haar naam staan als solozangeres. Als hierbij de twaalf nummer 1-hits als leadzangeres van The Supremes worden opgeteld, dan staat ze gelijk met Elvis Presley in het totaal aantal nummer 1-hits.
- Ze was ook te horen als lead op de nummer 1-single We are the world (USA for Africa).
- Een gemixte sample van haar hit I'm coming out werd gebruikt door the Notorious B.I.G. voor zijn nummer 1-single Mo money mo problems.